# 雅典居
雅典居（英語：Villa Athena）是一个位于香港新界马鞍山的私人屋苑，共有10座，由新鴻基地產與香港中華基督教青年會聯合發展。屋苑位于馬鞍山市中心和烏溪沙青年新村旁。

## 建築
雅典居由10座大樓組成，分為樓高27及28層兩組，在略呈孤形而狹長的地盤上以橫排直線排列，每層四伙，共有單位1,064個，其中40個為頂層的複式單位。標準單位面積由875至1,068平方呎，複式單位面積有1,745平方呎及2,075平方呎兩款，間隔分為三房兩廳及四房兩廳，主人房內有落地弧形玻璃窗，享有吐露港海景及八仙嶺山景。
雅典居正門設有臺階和人造瀑布，私人會所有古希臘宮殿外型，住客會所像橋樑般將兩組大廈連接一起，四層或五層的平台設有停車場、康樂設施和花園。

## 校網
雅典居屬小學校網為89，中學校網為沙田區。網內學校包括：馬鞍山循道衛理小學、聖公會馬鞍山主風小學、馬鞍山靈糧小學、聖公會林裘謀中學、沙田官立中學、浸信會呂明才中學等等。

## 外部連結
- 香港摩天樓：雅典居

1. ↑  . 1993: 43.